# Pelatachina tibialis
Pelatachina tibialis là một loài ruồi trong họ Tachinidae.